# Wet koop op afstand
De Wet koop op afstand is een wet in Nederland die consumentenaankopen op afstand regelde. Deze wet was van kracht vanaf 1 februari 2001 en gold voor aankopen tussen die datum en de inwerkingtreding van de Implementatiewet Richtlijn Consumentenrecht op 13 juni 2014. Sinds 2014 worden consumentenrechten voor koop op afstand geregeld in de artikelen 6:230m tot en met 6:230s van het Burgerlijk Wetboek.
De wet werd geregeld in het Burgerlijk Wetboek in de artikelen 7:46a tot en met 7:46j. Deze wet ging over aankopen op afstand en dus niet in een winkel. 
De belangrijkste regels waren:
- De verkoper moest de prijs en de kenmerken van het product duidelijk maken aan de consument.
- De consument had een bedenktijd van 14 kalenderdagen en daarbij het recht de koopovereenkomst zonder opgaaf van redenen te ontbinden. Dit heet de zogenaamde afkoelingsperiode. Dit gold niet voor loterijen aangezien men hierbij meteen kans maakt op een prijs.
- De bedenktijd ging in op het moment van het ontvangen van het product of het bestellen van de dienst.
- De verkoper was verplicht informatie te geven over de bedenktijd (telefonisch of via de bevestigingsbrief). Wanneer dit werd nagelaten, werd de bedenktijd met drie maanden verlengd.
- De consument moest op de hoogte worden gesteld van de wijze van betaling: acceptgiro of automatische incasso.
- De consument moest duidelijk worden gemaakt dat hij/zij een overeenkomst aanging met het betreffende bedrijf en voor hoelang.
- De commerciële insteek moest meteen aan het begin van het gesprek duidelijk zijn, dus dat de verkoper iets wil verkopen.

In de loop van 2012 zou de Wet koop op afstand worden gewijzigd en de bedenktijd (afkoelingsperiode) 14 dagen duren en zou de verlenging 1 jaar bedragen wanneer er was nagelaten de consument in te lichten over de bedenktijd.
De Implementatiewet Richtlijn Consumentenrecht is de toepassing van de EU-richtlijn Consumentenrecht. Hierin is onder andere de bedenktijd verlengd en de informatieplicht vergroot. Ook regelt deze wet andere vormen van verkoop buiten de verkoopruimte.